# District de Đơn Dương
Đơn Dương est un district rural de la province de Lâm Đồng dans la région des hauts plateaux des montagnes centrales du Vietnam.

## Présentation
Le district a une superficie de 612 km². 
Le chef-lieu du district est Thạnh Mỹ.